# The Feud and the Turkey
The Feud and the Turkey er en amerikansk stumfilm fra 1908 af D. W. Griffith.

## Medvirkende
- Harry Solter som Mr. Caufield
- Linda Arvidson som Mrs. Caufield
- Arthur V. Johnson som Wilkinson
- Robert Harron som George Wilkinson
- George Gebhardt